# Problema de quadrar el cercle de Tarski
El problema de quadratura del cercle de Tarski és el repte, plantejat per Alfred Tarski el 1925, d’agafar un cercle, tallar-lo en un nombre finit de peces i tornar-lo a muntar per obtenir un quadrat de la mateixa àrea. Miklós Laczkovich va demostrar que això era possible el 1990; la seva descomposició fa un ús intens de l'axioma d'elecció i, per tant, no és constructiva. Laczkovich va estimar el nombre de peces de la seva descomposició en aproximadament {\displaystyle 10^{50}}. Més recentment, Andrew Marks i Spencer Unger (2017) han donat una solució completament constructiva mitjançant conjunts de Borel.